# Urugne
Pour l’article ayant un titre homophone, voir Urrugne.
L'Urugne est une petite rivière du département de la Lozère, dans l'ancienne région Languedoc-Roussillon, donc dans la nouvelle région Occitanie. C'est un affluent gauche du Lot, donc un sous-affluent de la Garonne.

## Géographie
De 7,2 km de longueur, l'Urugne prend source sur la commune de La Canourgue. Il coule globalement du sud-est vers le nord-ouest et conflue en rive gauche du Lot sur la nouvelle commune de Banassac-Canilhac, à 518 m d'altitude, à moins de 50 m à l'est de l'autoroute française A75 dite la Méridienne. Il passe à côté du Golf des Gorges du Tarn.

### Communes et cantons traversés
Dans le seul département de la Lozère, l'Urugne traverse les deux seules communes de La Canourgue et Banassac-Canilhac, dans le seul canton de La Canourgue, dans l'arrondissement de Mende.

## Affluents
On référence quatre affluents  :
- le ruisseau de Saint-Frézal (rd), sur la commune de La Canourgue.
- le Valat de la Curée (rd), sur la commune de La Canourgue.
- le ruisseau de Merderic (rd), sur la commune de La Canourgue, avec un affluent :
  - le ravin de las Bourzelles, (rg)
- le ruisseau de Saint-Saturnin (rg), sur les communes de Banassac-Canilhac et de Saint-Saturnin. qui conflue à moins de 200 mètres de la confluence avec le Lot, avec un affluent :
  - le ravin de Valadas

Donc son rang de Strahler est de trois.

## Hydrologie

### L'Urugne à La Canourgue
Une station hydrologique O7100601, l'Urugne à La Canourgue, est implantée à La Canourgue depuis le 1er janvier 2000  à 570 m d'altitude
Le module ou moyenne annuelle de son débit est de 0,34 m3/s

### Étiage ou basses eaux
À l'étiage, c'est-à-dire aux basses eaux, le VCN3, ou débit minimal du cours d'eau enregistré pendant trois jours consécutifs sur un mois, en cas de quinquennale sèche s'établit à 0,128 m3/s.